# 安德鲁·理查德·摩根
安德鲁·理查德·“德鲁”·摩根（英語：Andrew Richard "Drew" Morgan，1976年2月5日—），是一位美国NASA宇航员。作为NASA第二十一组宇航员中的一员，曾执行过联盟MS-13/MS-15（远征60/61/62）任务。

## NASA事业
麦克莱恩被选为NASA第二十一组宇航员的成员，并于2015年7月完成训练。他于2019年7月20日搭乘联盟MS-13前往国际空间站，并于2020年4月17日乘坐联盟MS-15返回地球。